# Elaeagnus mollis
Elaeagnus mollis är en havtornsväxtart som beskrevs av Friedrich Ludwig Diels. Elaeagnus mollis ingår i släktet silverbuskar, och familjen havtornsväxter. Inga underarter finns listade i Catalogue of Life.